# James Tobin
James Tobin (Champaign, 5 de março de 1918 — New Haven, 11 de março de 2002) foi um economista estadunidense.

## Carreira
Professor na Universidade de Yale de 1950 a 1988, foi galardoado com o Prémio de Ciências Económicas em Memória de Alfred Nobel de 1981, "por sua análise dos mercados financeiros e suas relações com as decisões de despesas, empregos, produção e preços".
James Tobin foi um trabalhador incansável; até os 80 anos ainda dava expediente no seu gabinete em Yale. É autor de 16 livros e de mais de 400 artigos.
No início de sua carreira acadêmica dedicou-se a analisar a teoria keynesiana e a dotá-la de fundações científicas mais rigorosas, bem como a reforçar e elaborar a lógica das teorias macroeconômicas e monetárias. Nesse sentido pode ser considerado um economista keynesiano, embora também seja chamado de um economista liberal com um rosto humano.
Criado em Illinois durante a Grande Depressão foi por ela marcado e pode observar os tropeços das economias capitalistas daquela época, que produziram então uma onda mundial de problemas político-sociais. Estes acontecimentos o incentivaram a questionar os "dogmas" da ortodoxia econômica e, ainda como bolsista em Harvard, a descobrir e adotar as teorias de Keynes.
Tornou-se partidário de um "liberalismo com uma face humana" e nunca se cansou de defender um papel ativo do Estado na economia e nos ajustes fiscais e orçamentários.
Relacionava-se profissionalmente com Paul Samuelson, Robert Solow, e Franco Modigliani (M.I.T), com os quais compartilhava muitos pontos de vista.
Na década de 1960 foi um dos mais eloquentes críticos do monetarismo, defendido por Friedman na Universidade de Chicago, liderando o grupo de economistas que se opunham a essa onda monetarista. Tobin defendia a intervenção governamental na economia dos estados nacionais. Na década de 1980 combateu o "reganismo", alertando que as políticas monetaristas, fortemente inspiradas em Friedman, adotadas pelo governo Reagan: "distribuiriam a riqueza, o poder e a oportunidade para os que já eram ricos e poderosos, e para seus herdeiros".
Tobin tornou-se ainda mais famoso em 1972 por ter sugerido a criação de um imposto de 0,1% sobre as transacções financeiras internacionais como forma de reduzir a especulação nos mercados financeiros. Propunha que as receitas desse imposto fossem utilizadas para financiar as Nações Unidas ou para ajudar o desenvolvimento dos países do terceiro mundo. Este imposto, que nunca chegou a ser criado, ficou conhecido como Taxa Tobin. No Brasil, foram criados impostos parcialmente baseados na Taxa Tobin, como a extinta CPMF e o IOF.
Foi membro do Conselho de Assessores Econômicos da Casa Branca, no governo do presidente John F. Kennedy, em 1961 e 1962.
Utilizou a frase Não colocar todos os ovos no mesmo cesto como uma metáfora para evitar o risco nas especulações financeiras.
Foi agraciado com o Doutoramento Honoris Causa pela Universidade Nova de Lisboa em 1979/1980.

## Publicações
- Tobin, James (1941). «A note on the money wage problem». Quarterly Journal of Economics. 55 (3): 508–16. JSTOR 1885642. doi:10.2307/1885642
- Tobin, James (1955). «A Dynamic Aggregative Model». Journal of Political Economy. 63 (2): 103–15. doi:10.1086/257652
- Tobin, James (1956). «The Interest-Elasticity of Transactions Demand For Cash». The Review of Economics and Statistics. 38 (3): 241–47. JSTOR 1925776. doi:10.2307/1925776 also: Google Scholar
- Tobin, James (1958a). «Estimation of relationships for limited dependent variables» (PDF). Econometrica. 26 (1): 24–36. JSTOR 1907382. doi:10.2307/1907382
- Tobin, James (1958b). «Liquidity Preference as Behavior Towards Risk» (PDF). Review of Economic Studies. 25.1 (2): 65–86. JSTOR 2296205. doi:10.2307/2296205
- Tobin, James (1961).  "Money, Capital, and Other Stores of Value," American Economic Review, 51(2), pp. 26–37. Reimpresso em Tobin, 1987, Essays in Economics, v. 1, pp. 217–27. MIT Press.
- Tobin, James (1969). «A General Equilibrium Approach to Monetary Theory». Journal of Money, Credit, and Banking. 1 (1): 15–29. JSTOR 1991374. doi:10.2307/1991374
- Tobin, James (1970).   "Money and Income: Post Hoc Ergo Propter Hoc?" Quarterly Journal of Economics, 84(2), pp. 301–17.
- Tobin, James and William C. Brainard (1977a). "Asset Markets and the Cost of Capital". In Richard Nelson e Bela Balassa, eds., Economic Progress: Private Values and Public Policy (Essays in Honor of William Fellner), Amsterdã: North-Holland, 235–62.
- Tobin, James (1977b). «How Dead is Keynes?». Economic Inquiry. XV (4): 459–468. doi:10.1111/j.1465-7295.1977.tb01111.x
- Tobin, James (1992).  "money", The New Palgrave Dictionary of Finance and Money, v. 2, pp. 770–79 & in The New Palgrave Dictionary of Economics. 2008, 2a. Edition.  doi:10.1057/978-1-349-95121-5_2742-1 Reprinted in Tobin (1996), Essays in Economics, v. 4, pp. 139–163. MIT Press.
- Tobin, James, Essays in Economics,  MIT Press: v. 1 (1987), Macroeconomics. Vá até a visualização do capítulo links. v. 2 Consumption and Economics. Description. v. 3 (1987).  Theory and Policy (em brochura de 1989 como Policies for Prosperity: Essays in a Keynesian Mode). Description e links. v. 4 (1996). National and International.  Links.
- Tobin, James, com Stephen S. Golub (1998).  Money, Credit, and Capital. Irwin/McGraw-Hill. TOC.
- Tobin, James (2008). «Monetary Policy». In:  David R. Henderson. Concise Encyclopedia of Economics 2a. ed. Indianapolis: Library of Economics and Liberty. ISBN 978-0865976658. OCLC 237794267